# The Ballet Girl
The Ballet Girl és una pel·lícula muda estrenada el 24 de gener de 1916 basada en la novel·la “Carnival” de Compton Mackenzie (1912). Va ser produïda per la William A. Brady Picture Plays, Inc. i distribuïda per la World Film Corporation. Tot i que IMDb esmenta George Irving com a director d'aquesta pel·lícula, fonts de l'època assenyalen que fou el mateix William A. Brady qui la dirigí. El principals actors eren Alice Brady i Holbrook Blinn entre d'altres.

## Argument
“La Syrena” és una ballarina acrobàtica que es maltractada pel seu marit, Fred Pearl. Ella es refugia en la seva filla i en l'amistat de Jerry Vergoe, un clown que sempre ha estat enamorat d'ella. Al final, per gelosia, el seu marit talla la corda de la que està suspesa durant l'espectacle i ella queda paralítica de la caiguda. Poc després decideix suïcidar-se. Passat un temps el marit també es mor en una baralla de bar. La seva filla òrfena, Jennie, es afillada per la dona que havia estat la criada de la mare, Mrs. Raeburn. Passen els anys i Jennie creix sense saber a què es dedicava la seva mare, tot i que, tanmateix, sent la necessitat de ballar. En un vell bagul un dia troba els vestits de la seva mare i decideix anar a classes de ball i començar una carrera com a ballarina.
El seu debut té molt d'èxit i queda captivada pel món del teatre i tots els seus admiradors. Un cosí provinent del camp, Zachary Trewehella, que sempre ha estimat Jennie, desaprova la seva sobtada obsessió per ser rica i tenir una posició, però Jennie no fa cas dels seus advertiments. Com a resultat, ella té una aventura desastrosa amb Maurice Avery, un home de món que l'abandona i s'adona que el seu cosí tenia raó. Al final, amargada per aquesta aventura, es casarà amb Zachary.
Passat un temps tenen un nen. Aleshores, Maurice Avery retorna de Cuba i ella pensa en fugir amb ell. Es produeix una baralla amb el marit. Avery treu una pistola i en disparar Jenny s'interposa en la trajectòria de la bala. Això li fa veure que realment estima el seu marit i que l'amor d'Avery és una cosa del passat.

## Repartiment
- Alice Brady (“La Syrena”/ Jenny Raeburn)
- Holbrook Blinn (Zachary Trewehella)
- Robert Frazer (Fred Pearl)
- Alec B. Francis (Jerry Vergoe)
- Julia Stuart (Mrs. Raeburn)
- Harry Danes (Charles Raeburn)
- Laura McClure (May Raeburn)
- Jesse Lewis (Irene Dale)
- George Relph (Maurice Avery)
- Stanhope Wheatcroft (Fuzz Castleton)
- Fred Radcliffe (Joe Cunningham)
- Robert Kegeris (Jack Danby)
- Madge Evans
- John Smiley
- Fred Heck
- Dorothy Farnum